# Marcus Dahlin
Marcus Dahlin (født 29. Maj 1991) er en svensk håndboldspiller, der spiller for SønderjyskE Håndbold som højre back. Han har tidligere optrådt for TMS Ringsted og IFK Kristianstad.